# Naziści (dzieło sztuki)
Naziści – seria 165 kolorowych i czarno-białych fotosów filmowych zebranych w jedną kompozycję przez polskiego artystę Piotra Uklańskiego. Kadry pochodzą z różnych filmów – polskich i zagranicznych – i przedstawiają portrety aktorów grających role nazistów. Praca ta powstała w 1998 roku, po raz pierwszy zaprezentowano ją w Photographers’ Gallery w Londynie. Kompozycja ta jest zaliczana do nurtu sztuki krytycznej.
O swojej pracy Uklański wypowiedział się następująco: Portret nazisty w kulturze masowej jest najbardziej wyrazistym okazem przekłamania prawdy o historii, o ludziach. Jest to dla mnie tym bardziej ważne, że to główne źródło informacji o tamtych czasach, dla wielu jedyne.
17 listopada 2000 roku podczas ekspozycji pracy na wystawie w warszawskiej galerii Zachęta aktor Daniel Olbrychski, posługując się szablą Kmicica – rekwizytem z filmu Potop, pociął kilka fotosów, oburzony wykorzystaniem jego wizerunku w Nazistach (kadr pochodził z filmu Jedni i drudzy Claude’a Leloucha). Uszkodził również z upoważnienia zainteresowanych podobizny Jana Englerta, Stanisława Mikulskiego oraz Jeana-Paula Belmondo. Towarzyszyła mu przy tym telewizja, która zarejestrowała i nagłośniła incydent. Sprawę komentowali liczni publicyści, dziennikarze, inni aktorzy itd. Poświęcono jej też m.in. program stacji TVN „Pod napięciem”, w którym spór o wystawę toczył na żywo Olbrychski z dyrektorką Zachęty Andą Rottenberg. Aktor zarzucał Uklańskiemu nie tylko wykorzystanie jego wizerunku jako nazisty, ale też propagowanie faszyzmu. Minister kultury i sztuki Kazimierz Michał Ujazdowski podjął decyzję o zamknięciu wystawy, a ewentualne ponowne jej otwarcie uzależnił od zamieszczenia wyraźnych informacji dla odbiorcy, że wystawa nie ma na celu propagowania nazizmu.
Naziści pojawili się także na wystawach zbiorowych: w Jewish Museum (Nowy Jork, 2002) i w Neues Museum Weserburg (Brema, 2004).
Wszystkie fotosy zostały ponumerowane, 164 z nich mają wymiary 34,9 × 25,4 cm, jedno jest nieco mniejsze – 34,9 × 23,8 cm. Powstało dziesięć serii Nazistów; piątą sprzedano w brytyjskim domu aukcyjnym Sotheby’s 15 października 2010 roku za sumę 481 250 funtów. Wcześniej, 14 października 2006 roku inny egzemplarz tej pracy został sprzedany w domu aukcyjnym Phillips de Pury & Company w Londynie za 568 000 funtów (było to wówczas najdroższe polskie dzieło sztuki współczesnej).
W 2022 roku tygodnik „Polityka” uznał pracę za jedno z dziesięciu najważniejszych dzieł sztuki ostatniego trzydziestolecia.